# 石田研二
石田 研二（いしだ けんじ、1949年 - ）は写真家。京都府出身。
大阪芸術大学デザイン学科卒業。写真家の野町和嘉に師事。その後、フリーとなり個展他、グループ展に多数参加し活躍する。
日本写真家協会会員、フォトボランティアJAPAN会員、日本写真芸術専門学校講師、東洋美術学校講師。

## 経歴
- 1989年 個展「リフレクション」（銀座キヤノンサロン）
- TOKYO・APA展出品（電通ギャラリー）
- 1990年 グループZERO展に1年間出品（東京デザイナーズスペース）
- 1994年 TOKYO’95ポスター展出品（東京セントラル美術館）
- 1999年 個展 「グッデェイ　サンシャイン　イン　Tokyo」（コニカギャラリー）
- 2000年 APA企画展「地球と人間、Yesu 、No」出品（東京写真美術館）